# Rhodophthitus tricoloraria
Rhodophthitus tricoloraria är en fjärilsart som beskrevs av Paul Mabille 1890. Rhodophthitus tricoloraria ingår i släktet Rhodophthitus och familjen mätare. Inga underarter finns listade.